# Whitfield Diffie
Bailey Whitfield Diffie (n. 5 iunie 1944, New York City, New York, SUA) este un matematician și criptograf american, remarcat ca fiind unul dintre pionierii criptografiei cu chei publice.
Articolul scris de el împreună cu Martin Hellman și intitulată Noi direcții în criptografie a fost publicată în 1976. În el, autorii au introdus o metodă nouă de distribuție a cheilor, schimbul de chei Diffie-Hellman, metodă ce a mers foarte departe în direcția rezolvării acestei probleme a sistemelor criptografice.